# Virtsjärv
Võrtsjärv kallas ibland också för Virtsjärv.
Virtsjärv är en sjö i södra Estland. Den ligger i kommunen Hummuli vald i Valgamaa, 180 km söder om huvudstaden Tallinn. Virtsjärv ligger 67 meter över havet. Dess storlek är 0,075 kvadratkilometer. Den kallas ibland också för Väike Võrtsjärv, vilket betyder Lilla Võrtsjärv. Võrtsjärv är Estlands näststörsta sjö och ligger 26 km norr om Virtsjärv. 
Inlandsklimat råder i trakten. Årsmedeltemperaturen i trakten är 3 °C. Den varmaste månaden är juli, då medeltemperaturen är 17 °C, och den kallaste är februari, med −10 °C.